# 蔡锐明
拿督蔡锐明（1943年10月22日—2023年12月3日），馬來西亞政治人物，籍貫中國廣東省潮州府澄海縣蓬洲都大衙村（今中國廣東省汕頭市龍湖區外砂鎮大衙村），生於馬來西亞柔佛州麻坡，為前馬來西亞衛生部長、希望联盟人民公正党政治人物。
他曾在第四任首相马哈迪·莫哈末內閣任國際貿易及工業部副部長（1990年至1995年），衛生部長（1995年至2004年）。1990年，蔡銳明在馬華公会总会长林良实领导下擔任该党副總會長，直到2005年。后于2009年跳槽至人民公正黨，出任該黨副主席一職（2010年至2013年）。他也曾在1986年至2004年担任峇吉里國會議員一职。

## 政治生涯
蔡锐明于1970年在英国伦敦研读法律毕业，成为一名合格律师，同年返国，分别在麻坡与吉隆坡设立律师楼。1976年后他加入马华公会（国阵的成员党）作为政治生涯的起跑点。1986年，他成为马华峇吉里区部主席，并中选成为峇吉里区国会议员。1990年他竞选党中央副总会长职位并成功当选。
1989年7月14日受委为卫生部政务次长，1990年擢升为副国际贸易及工业部长。1995年升任为卫生部长，而且被委任了两届九年直至2004年。

### 竞选总会长
2005年7月1日马华党选，蔡锐明宣布竞选总会长职位，挑战寻求蝉联的房屋及地方政府部长黄家定，最后落选。
2008年，他再次竞选总会长职位，最后以40%的支持率败选。

### 加入公正党
2009年7月18日，蔡锐明宣布退出马华公会，加入人民公正党。在他还没退党之前，宣布引退，辞去担任23年的峇吉里区部主席。之后在公正党於雪州双威酒店举行的一场讲座上，做出这项退党宣布。
蔡锐明称加入公正党是因为目前两党制正受到执政党巫统的威胁。而且，赵明福离奇坠楼案件，正是促使他跳槽的引爆点。
与蔡锐明一起加盟公正党的，还包括前马华上议员杨英福和前红土坎国会议员叶逸堂。

## 争议

### 禠夺勋衔
2010年6月10日，蔡锐明证实已遭柔佛王室禠夺两个“拿督”勋衔，并被勒令归还所有勋章。两个遭褫夺的勋衔分别是“Dato Paduka Makhota Johor”和“Seri Paduka Mahkota Johor”。柔佛苏丹并没透露褫夺其勋衔的理由。